# Exotic Shorthair
L'Exotic Shorthair o Esotic Shorthair o Esotico Shorthair è una razza di gatto riconosciuta genealogicamente ed in possesso di pedegree.

## Storia
Questa razza è stata selezionata a partire dall'incrocio tra il Persiano e l'American Shorthair. Negli Stati Uniti la razza si è diffusa in data antecedente al 1960, mentre in Europa i primi esemplari sono comparsi nei primi anni ottanta. Il riconoscimento ufficiale della razza è avvenuto nel 1984. 

## Descrizione
Zampe corte e grosse, testa tonda e grossa, naso schiacciato, orecchie piccole e distanti tra loro, coda medio/corta, occhi tondi e sporgenti. Gli standard ammettono per il manto tutti i colori e disegni, compresi pointed e seppia. La sua vita media si aggira intorno ai 14 anni.

## Carattere
Affettuoso e poco aggressivo è di indole tranquilla e socievole. Perfetto per i bambini e la vita in appartamento. Pur essendo per sua natura calmo, rispetto al Persiano risulta essere più attivo, ama essere ammirato, motivo per il quale si trova a suo agio nelle esposizioni. Anche da cuccioli tendono ad essere più tranquilli rispetto alle altre razze.

## Riproduzione
Chi alleva l'Exotic Shorthair non può fare accoppiamenti con altre razze che non siano il Persiano. Al momento della nascita necessitano di assistenza a causa delle grandi dimensioni del cranio dei cuccioli nascituri.

## Alimentazione
Predilige un'alimentazione variata, un misto tra cibo secco come le crocchette e cibo umido come scatolette o bustine. Nella maggioranza dei casi, hanno bisogno di una presenza di cibo costante, senza dover pesare le quantità, in quanto si autoregolano senza ingrassare.

## Cura
Gli occhi di questa razza sono delicati ed hanno bisogno di pulizia quotidiana; la metodologia per pulirli è un batuffolino di cotone inumidito. A volte le lacrime dell'Exotic Shorthair possono essere arancioni (tendenti a questo colore). Rilevante è anche la cura da prestare al pelo, che deve essere frequentemente spazzolato, soprattutto durante il periodo della muta.

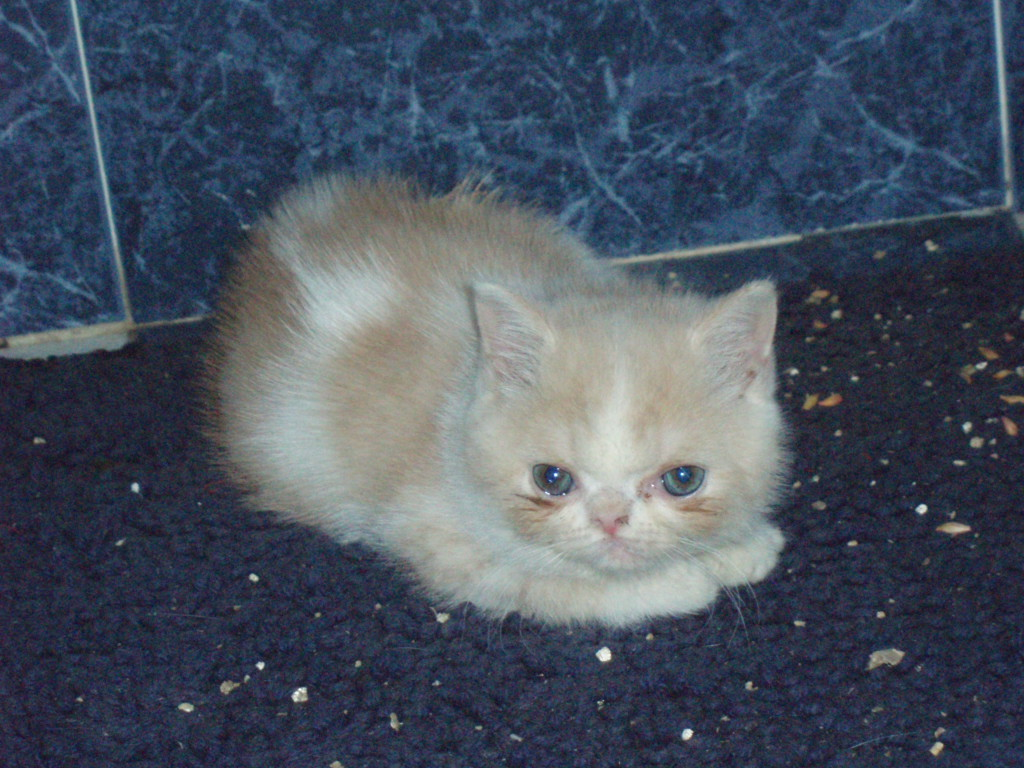
Exotic Shorthair di circa 2 mesi